# Guatemala ved sommer-OL 2024
Guatemala deltog i sommer-OL 2024 i Paris, Frankrig i perioden 26. juli til 11. august 2024.
Kevin Cordón og Waleska Soto var landets flagbærere under åbningsceremonien.
I mændenes trap-begivenhed vandt sportsskytten Jean Pierre Brol bronzemedaljen, den anden olympiske medalje nogensinde for Guatemala ved et olympisk lege.
I kvindernes trap-begivenhed vandt sportsskytten Adriana Ruano den første guldmedalje nogensinde for Guatemala.

## Medaljer
| 2024 Paris | Guld | Sølv | Bronze | Total |
| Guatemala  | 1    | 0    | 1      | 2     |

### Medaljevinderne
| Guatemala sommer-OL 2024 i Paris | Guatemala sommer-OL 2024 i Paris | Guatemala sommer-OL 2024 i Paris | Guatemala sommer-OL 2024 i Paris | Guatemala sommer-OL 2024 i Paris |
| Medalje                          | Navn                             | Sport                            | Event                            | Dato                             |
| -------------------------------- | -------------------------------- | -------------------------------- | -------------------------------- | -------------------------------- |
| Guld                             | Adriana Ruano                    | Skydning                         | Women's trap                     | 31. juli                         |
| Bronze                           | Jean Pierre Brol                 | Skydning                         | Men's trap                       | 30. juli                         |